# Шу-Син
Шу-Син је био четврти владар Сумерско-акадског царства. Владао је у периоду од 1972. до 1964. године п. н. е. (према доњој хронологији). 

## Владавина
Шу-Син је био син Шулгија. Унук је оснивача династије Ур-Намуа и брат владара Амар-Сина. Шу-Син је такође водио походе ка Загросу. У време његове владавине падају први продори Аморита у царство. Да би заштитио своју државу, Шу-Син је подигао велики зид у дужини од 26 бара (око 200 км). Наследио га је син Иби-Син, последњи владар Сумерско-акадског царства. За време његове владавине ће племе Еламита разорити Ур. 

## Владари Сумерско-акадског царства
| Владар                                           | Наследник      | Дужина владавине | Приближане године владавине                 | Коментар          |
| ------------------------------------------------ | -------------- | ---------------- | ------------------------------------------- | ----------------- |
| Ур-Наму                                          |                | 18 година        | око 2047–2030 п. н. е. (Кратка хронологија) | Оснивач династије |
| Шулги                                            | Син Ур-Намуа   | 46 година        | око 2029–1982 п. н. е.                      |                   |
| Амар-Син                                         | Шулгијев син   | 9 година         | око 1981–1973 п. н. е.                      |                   |
| Шу-Син                                           | Брат Амар-Сина | 9 година         | око 1972–1964 п. н. е.                      |                   |
| Иби-Син                                          | Син Шу-Сина    | 24 Година        | око 1963–1940 п. н. е.                      |                   |
| Еламци разарају Ур, краљ одведен у заробљеништво |                |                  |                                             |                   |